# Blue Mountains (Giamaica)
Le Blue Mountains sono la catena montuosa più lunga della Giamaica. Il punto più elevato è il Blue Mountain Peak, a 2256 m. Dalla cima si possono vedere la costa nord e sud dell'isola, inoltre nelle giornate limpide si può scorgere la sagoma di Cuba, a 210 chilometri di distanza.